# 藤井旭星
小行星3872（3872 Akirafujii）是一颗绕太阳运转的小行星，为主小行星带小行星。该小行星于1983年1月12日发现。
小行星在1993年11月29日由小行星中心發佈，以日本知名的天文攝影家、科普作家及插畫家藤井旭的名字命名。

## 轨道参数
小行星3872的轨道半长轴为2.6584164 UA，离心率为0.207。